# 少輻擬喉盤魚
少輻擬喉盤魚（學名：Acyrtus pauciradiatus），又稱少鰭緣盤魚為輻鰭魚綱喉盤魚目喉盤魚科的其中一種，被IUCN列為瀕危保育類動物，分布於西大西洋區的巴西東北部外海海域，本魚體細長，背鰭軟條7-8枚、臀鰭軟條6-8枚、胸鰭鰭條20-22枚，體長可達1.6公分，屬底棲性魚類，棲息在有褐藻、珊瑚及海綿生長的堅硬海床，生活習性不明。